# Ёсков, Валентин
Валентин Ёсков Ёсков (болг. Валентин Йосков Йосков; 5 июня 1998, Бургас, Болгария) — болгарский футболист, нападающий. В настоящее время принадлежит клубу ЦСКА 1948 (София) и выступает на правах аренды за клуб «Септември» (София).

## Карьера

### Клубная
Родился в Бургасе. Футболом начал заниматься в школе местного «Черноморца». В возрасте 13 лет перешёл в «Черно море». В январе 2014 года привлекался к тренировкам с основным составом «моряков» тогдашним тренером команды — Георгием Ивановым.
В сезоне 2014/2015 Ёсков забил 28 голов в юношеском чемпионате Болгарии. Благодаря своим блестящим выступлениям в январе 2015 года находился на просмотре в итальянской «Роме».
В октябре 2015 года Валентин вновь стал тренироваться с взрослой командой и 23 октября дебютировал в основном составе в гостевом матче против «Левски», заменив на 83-й минуте встречи Тодора Паланкова. Спустя четыре дня Ёсков вышел в стартовом составе кубкового матча против клуба «Вихар» (Сторево). На 54-й минуте забил гол в ворота соперника. Итоговый счёт матча 5:0 в пользу моряков.

### Международная
В 2015 году принимал участие в домашнем чемпионате Европы до 17 лет. Сыграл во всех трёх матчах группового этапа

## Статистика
на 12 июня 2016
| Клуб       | Сезон   | Чемпионат | Чемпионат | Кубок | Кубок | Еврокубки | Еврокубки | Всего | Всего |
| Клуб       | Сезон   | Матчи     | Голы      | Мачи  | Голы  | Матчи     | Голы      | Матчи | Голы  |
| ---------- | ------- | --------- | --------- | ----- | ----- | --------- | --------- | ----- | ----- |
| Черно море | 2015/16 | 5         | 0         | 1     | 1     | -         | -         | 6     | 1     |
| Всего      |         | 5         | 0         | 1     | 1     | 0         | 0         | 6     | 1     |